# Zakłady Hohenlohego
Zakłady Hohenlohego (do 30 października 1923 roku niem. Hohenlohe-Werke) – niemiecka spółka akcyjna o cechach holdingu, która powstała na bazie majątku książąt zu Hohenlohe-Öhringen, została założona 3 kwietnia 1905 roku z siedzibą w Wełnowcu (wówczas Hohenlohehütte), w czasie II wojny światowej przejęta przez Reichswerke Hermann Göring; jej majątek został znacjonalizowany w 1946 roku. Spółka posiadała m.in. kopalnie węgla kamiennego i zakłady przemysłu ciężkiego, położone głównie na Górnym Śląsku . Była największym kombinatem cynkowo-węglowym w Niemczech obok Georg von Giesches Erben.

## Historia

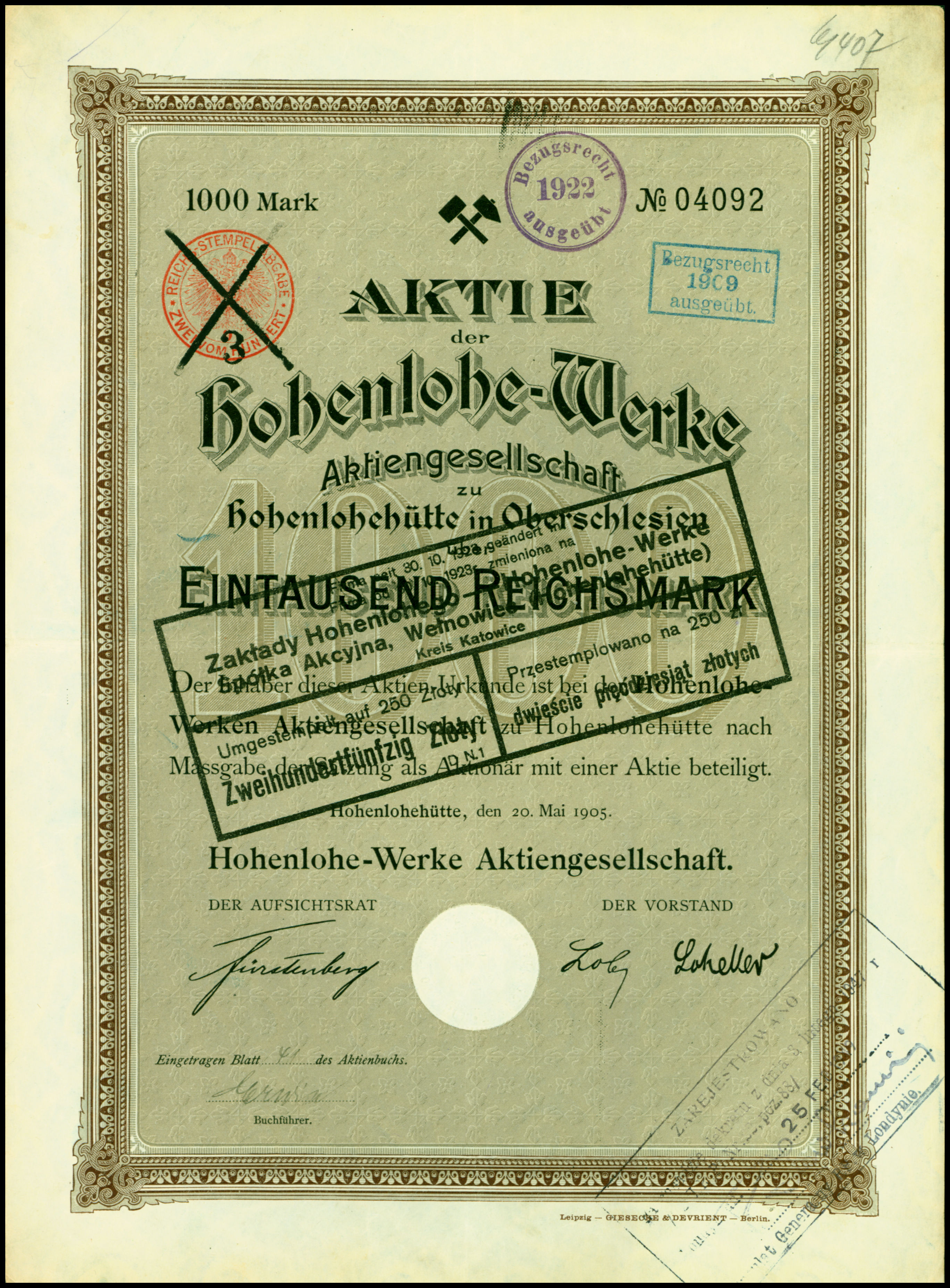
Akcja spółki na kwotę 1000 marek z 1905 roku

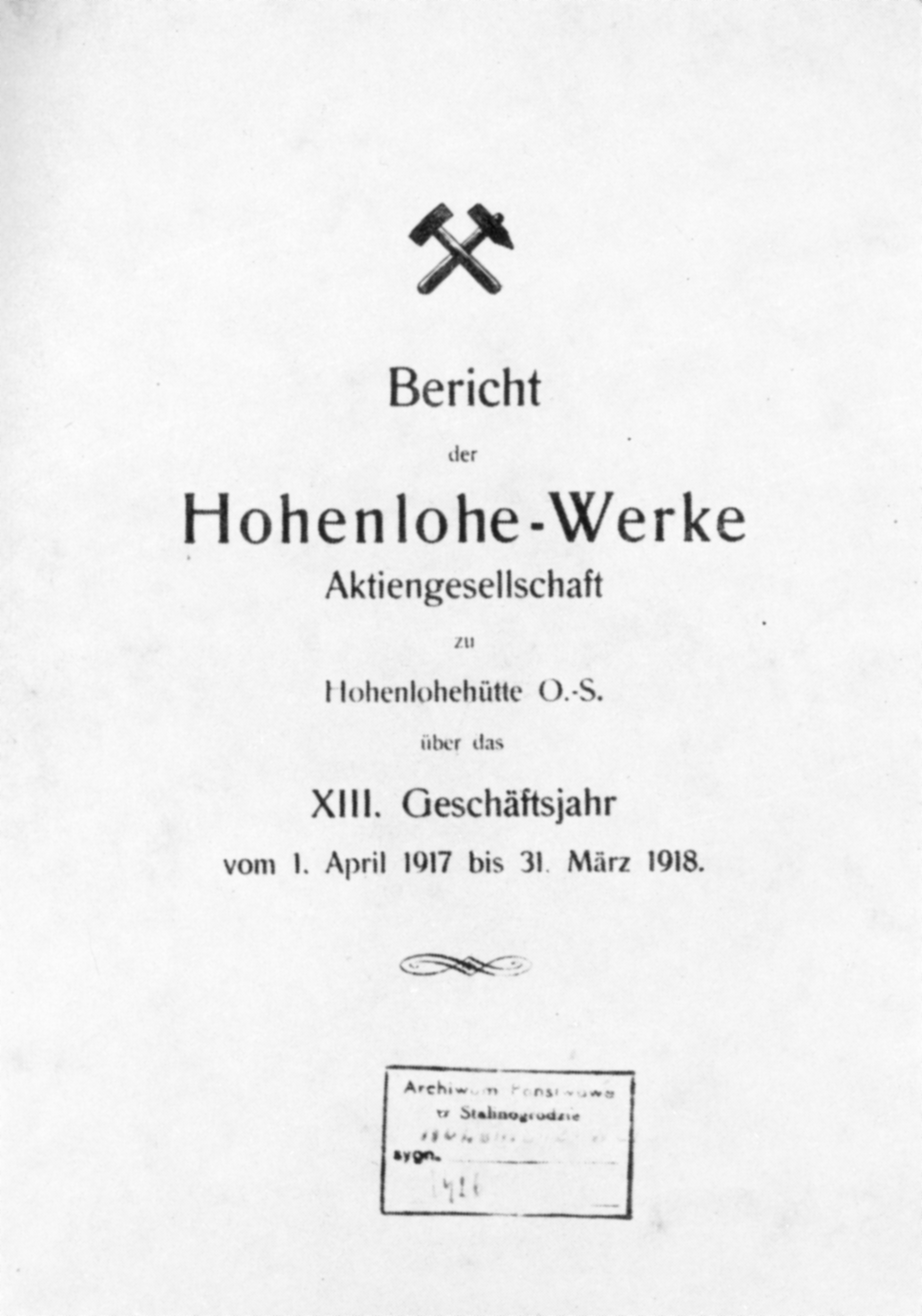
Karta tytułowa sprawozdania Hohenlohe-Werke za okres od 1 czerwca 1917 do 31 marca 1918 roku

Założycielem spółki powstałej 3 kwietnia 1905 roku był książę Christian Hohenlohe, który był początkowo jej głównym akcjonariuszem (90% akcji w 1905 roku). Została ona stworzona w oparciu o przekształcenie majątku książąt zu Hohenlohe-Öhringen. Książę Christian Kraft sprzedał na rzecz spółki swoje zakłady przemysłowe (z wyjątkiem kopalni węgla kamiennego Hoym-Laura w Niewiadomiu, która została przejęta w 1914 roku przez spółkę Czernitzer Steinkohlen-Bergbau AG (Czernickie Towarzystwo Węglowe), której większość akcji była w rękach Hohenlohe-Werke; książę pozostawił sobie również część kuksów kopalni Oheim i Brzozowice), a także majątki Bytków i Michałowice za łączną sumę 44 mln marek oraz roczną rentę w wysokości 3 mln marek. Spółka została powołana przez konsorcjum 8 niemieckich banków:
- berlińskie: Darmstädter Bank, Deutsche Bank, Disconto-Gesellschaft, Berliner Handels-Gesellschaft, Nationalbank für Deutschland i S. Bleichröder[12]
- śląskie: bank E. Heimanna i Śląski Związek Bankowy[12]

Prawdopodobne przyczyny decyzji przekształcenia majątku księcia w spółkę akcyjną to:
- wysokie koszty modernizacji i inwestycji w zakładach, przerastające możliwości finansowe księcia[13]
- świadomość coraz większego ryzyka prowadzenia tak dużego koncernu w obliczu ewentualnych kryzysów gospodarczych[14]
- istnienie konkurencji na rynkach zbytu, co wiązało się z koniecznością skomplikowanej i kosztownej walki o pozycję[12]

W 1905 roku zakłady miały wartość 100 mln marek, roczny zysk netto bez odpisów amortyzacyjnych wynosił około 10,5 mln marek.
Renta księcia została wykupiona przez spółkę w 1910 roku, podniosła ona tym samym swój kapitał akcyjny do 80 mln marek z wcześniejszych 40 mln. Spółka zatrudniała około 10 tysięcy pracowników. Po podziale Górnego Śląska, w 1921 roku spółkę rozdzielono na dwie firmy:
- Hohenlohe-Werke, która działała w Polsce[15], od 30 października 1923 roku pod nazwą Zakłady Hohenlohego Hohenlohe-Werke Spółka Akcyjna[16], znacjonalizowane na mocy zarządzenia ministra przemysłu z 29 sierpnia 1946 roku[17];
- Oehringen Bergbau AG, która działała w niemieckiej części regionu, z siedzibą w Gliwicach[18]  (początkowo w Berlinie[19])[20] odkupiła od Hohenlohe-Werke następujące zakłady[21]:
  - kopalnie węgla kamiennego Sosnitza (budowana przez spółkę w latach 1913–1921[22]) i Oehringen (późniejsza część kopalni Sośnica)[23];
  - kopalnię glin ogniotrwałych Järischau w Jaroszowie, znacjonalizowaną również w 1946 roku[17].

W 1924 roku przeprowadzono kontrolę w Zakładach Hohenlohego, która wykazała nadużycia w postaci zaniżania dochodów na szkodę skarbu państwa. Generalny dyrektor opuścił Polskę w obawie przed aresztowaniem a jego miejsce od 1 września 1924 roku zajął inżynier Aleksander Ciszewski, pierwszy Polak na stanowisku dyrektora w górnośląskim koncernie, za jego kadencji zwiększył się udział polskich urzędników w koncernie.
W listopadzie 1932 roku spółka Fulmen (zajmowała się zbytem węgla) oraz Czernickie Towarzystwo Węglowe stały się przedsiębiorstwami filialnymi zakładów poprzez wejście w posiadanie akcji obu spółek.
W obie firmy zaangażowana była rodzina książąt Hohenlohe-Öhringen. Firma Oehringen Bergbau należała do koncernu Ignaza Petschka  do 1938 roku (koncern Ignaza Petschka był jednym z głównych akcjonariuszy Hohenlohe-Werke, udzielał jej pomocy finansowej, na początku lat 30. XX wieku do koncernu należało 30,3% akcji Zakładów Hohenlohego). Spółka Oehringen Bergbau została rozwiązana 28 grudnia 1939 roku i przejęta przez Reichswerke Hermann Göring, a majątek koncernu Petschki został skonfiskowany przez nazistów jako żydowski.
10 czerwca 1939 roku majątek Zakładów Hohenlohego i spółek filialnych został wzięty przez polski rząd pod zarząd przymusowy na mocy decyzji sądowej z 22 maja 1939 roku, co było motywowane chęcią niedopuszczenia do przejęcia akcji Petschki przez hitlerowców. Oficjalną przyczyną takiej decyzji było niezapłacenie 15 mln zł przez spółkę.
Po zajęciu Polski przez Niemców w 1939 roku majątek Zakładów Hohenlohego oraz Czernickiego Towarzystwa Węglowego przejął koncern Reichswerke Hermann Göring, który należał do państwa niemieckiego. Zachował on dla siebie kopalnie węgla kamiennego, a huta cynku i kopalnia Nowa Helena zostały sprzedane koncernowi Schlesag i Śląskim Kopalniom i Cynkowniom, jej spółce filialnej.

## Majątek spółki

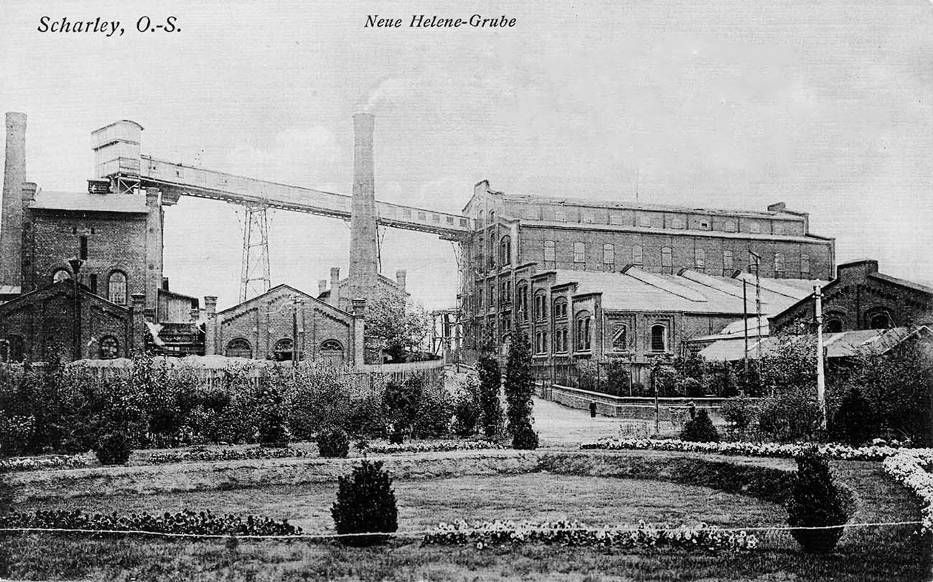
Kopalnia rudy cynku Neue Helene około 1920 roku

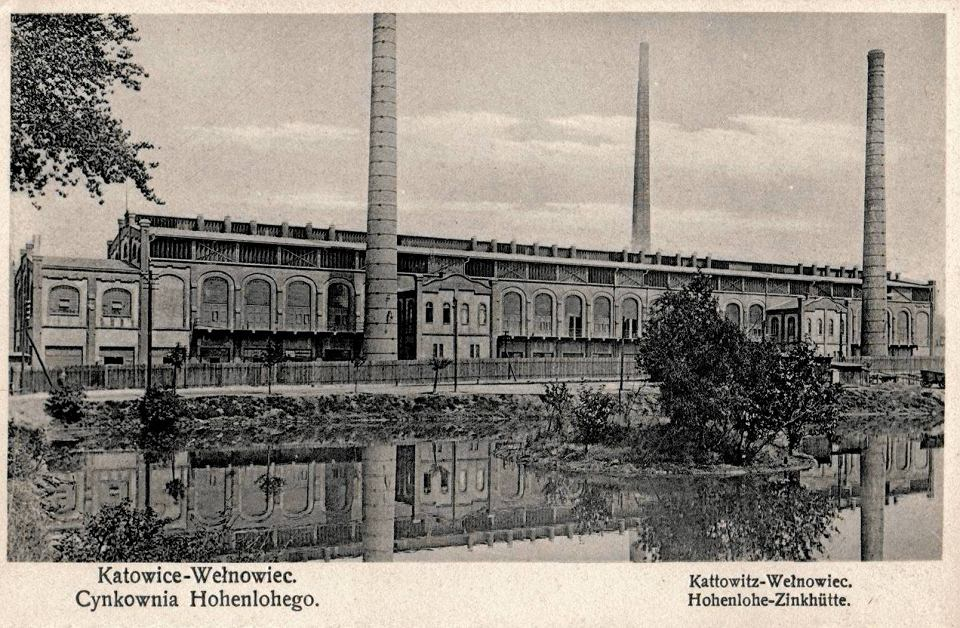
Hala pieców destylacyjnych cynkowni Hohenlohego w Wełnowcu około 1930 roku

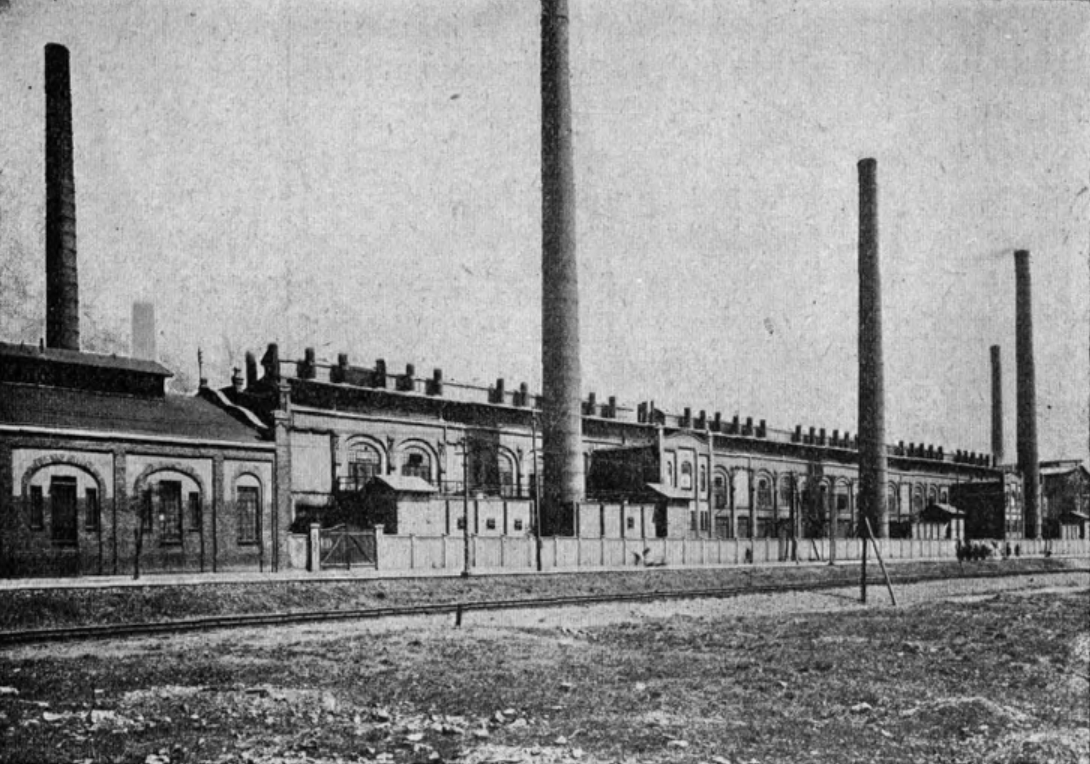
Huta cynku w Wełnowcu przed 1939 rokiem

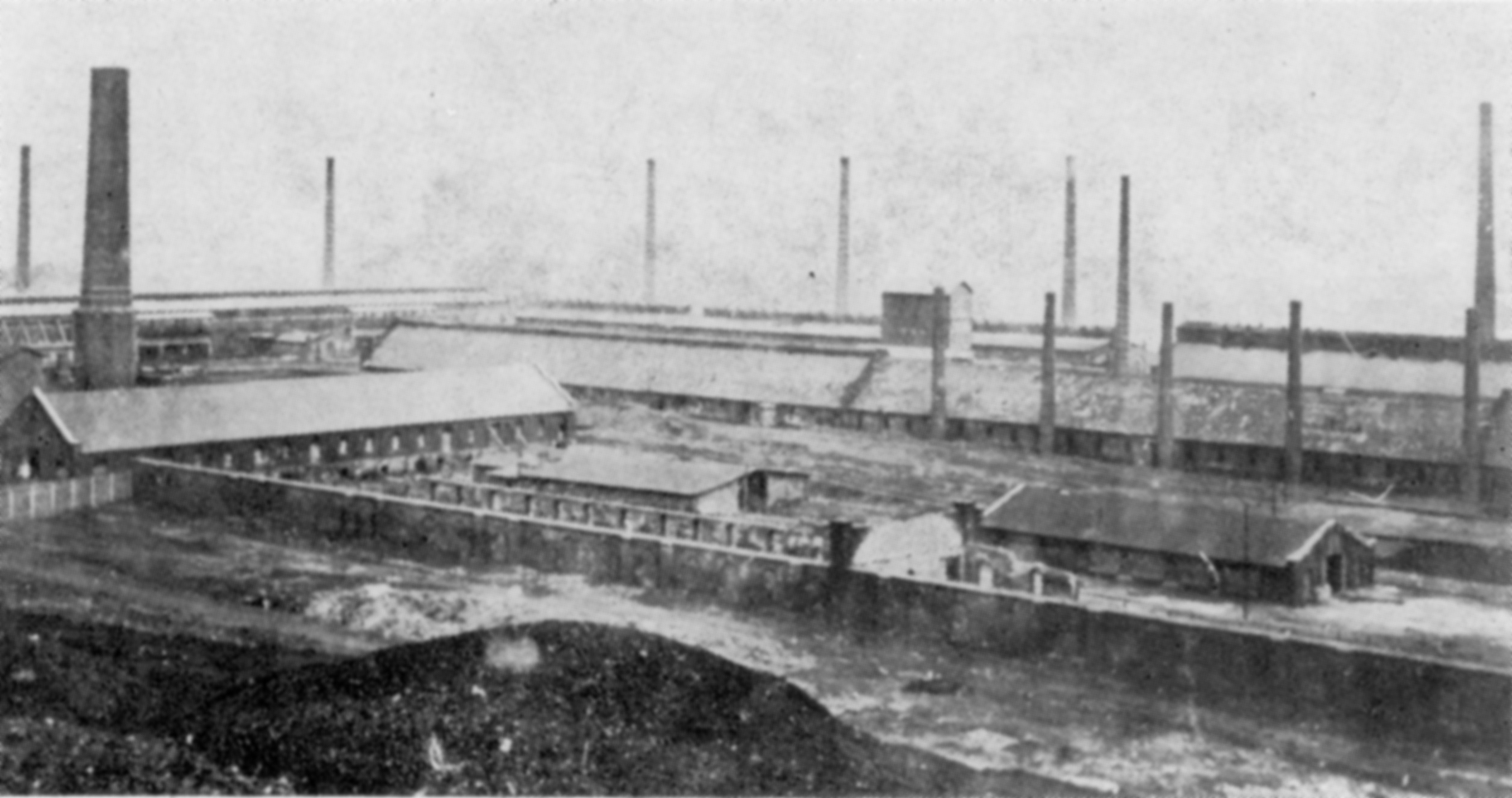
Huta cynku Hohenlohe w 1930 roku

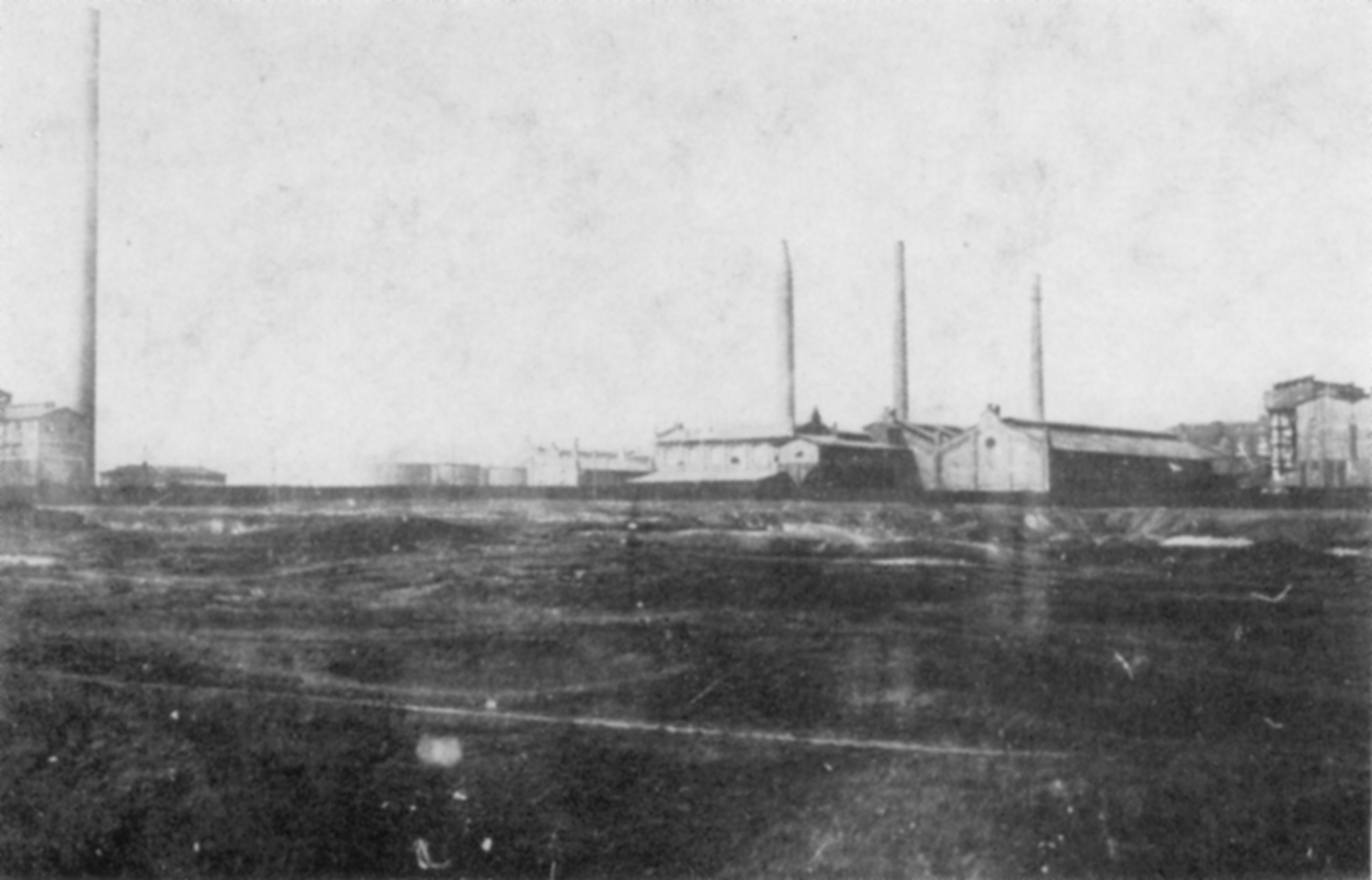
Huta Schellera w 1930 roku

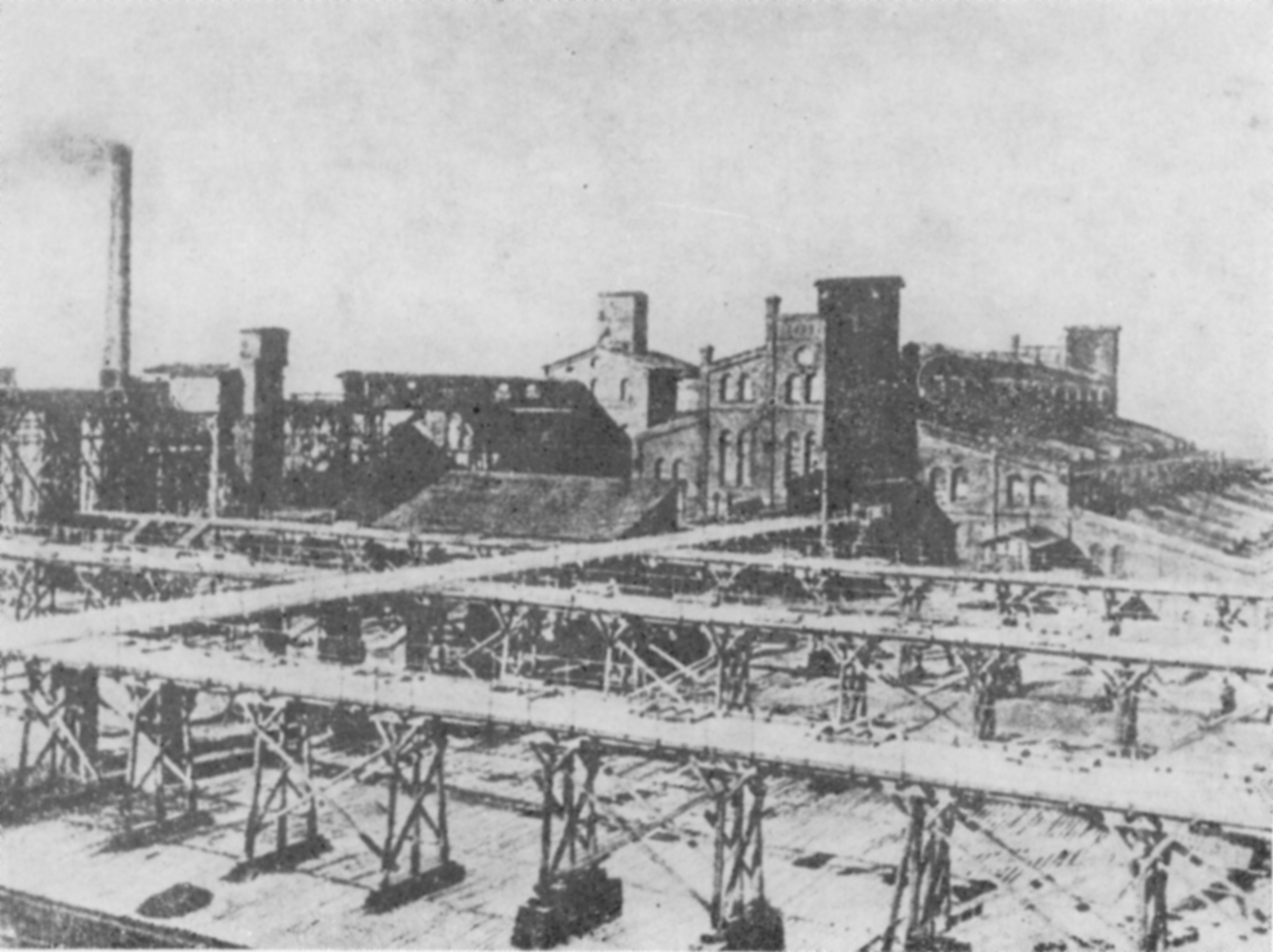
Kopalnia rud cynku i ołowiu Brzozowice w Brzozowicach-Kamieniu

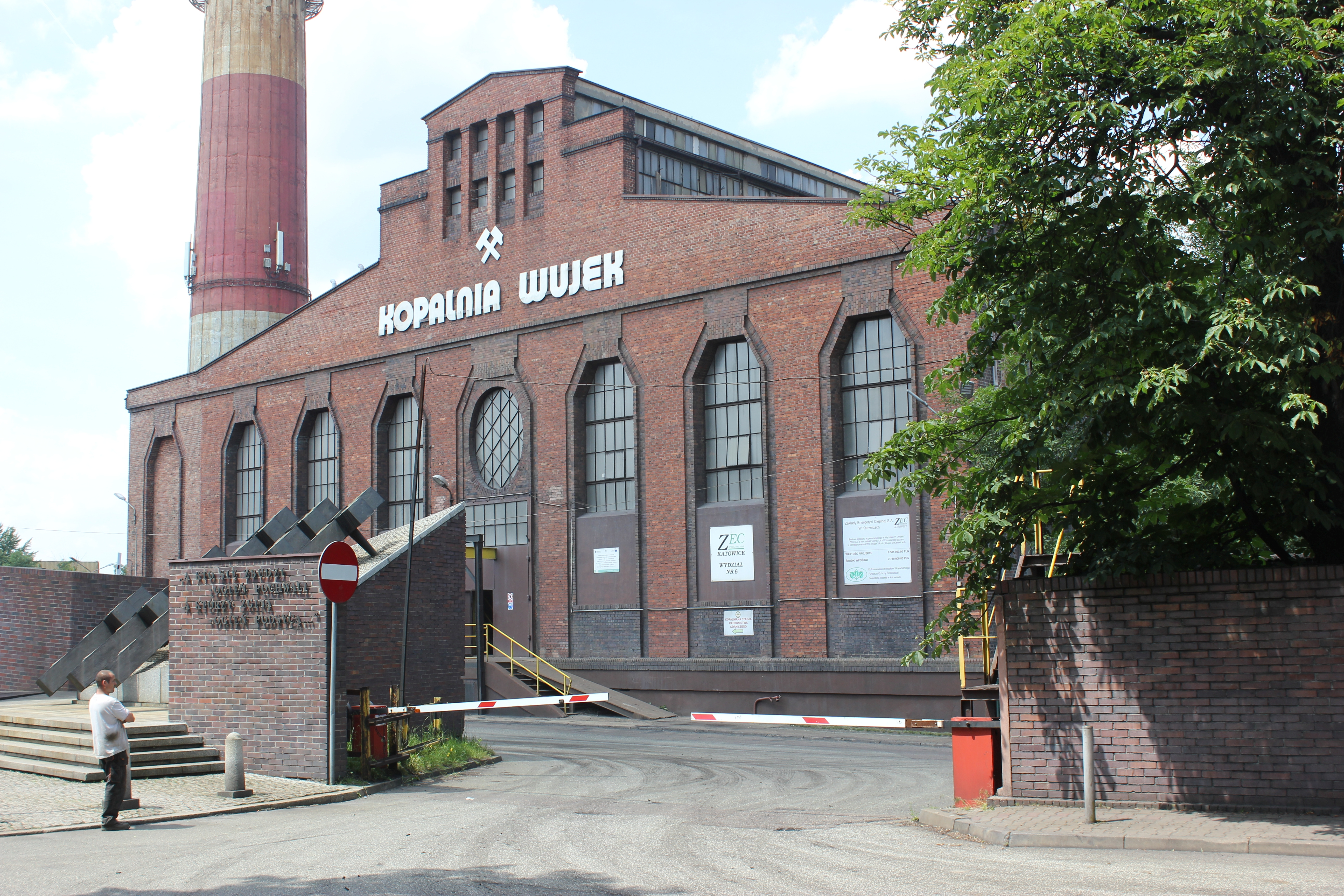
Wybudowana przez spółkę kopalnia węgla kamiennego Wujek w Katowicach w 2016 roku

Do spółki w 1911 roku należały :
- kopalnie węgla kamiennego:
  - Max w Michałkowicach[7]
  - Kopalnia węgla kamiennego Fanny w Siemianowicach Śląskich-Michałkowicach[7]
  - Georg w Dąbrówce Małej[7]
  - Hohenlohe w Wełnowcu[7] (nazwana na cześć księcia Ludwika Fryderyka[33], połączona w 1923 roku z kopalnią Fanny pod nazwą Hohenlohe-Fanny[34])
  - Oheim w Brynowie[7]
- huta cynku Hohenlohe z walcownią cynku Hohenlohe i prażalnią blendy cynkowej Hohenlohe w Wełnowcu[7]
- prażalnia blendy i fabryka kwasu siarkowego Johannahütte (Schellera[35]) w Siemianowicach Śląskich[11] (budowana przez spółkę w latach 1906–1908[22])
- zakłady cynkowe Theresiahütte w Michałkowicach[36][7]
- dobra rycerskie w Michałkowicach
- majątek Brynów

Hohenlohe-Werke zakupiła pola ze złożami rudy cynku w norweskim dystrykcie Hadeland, prowadziła poszukiwania w polu Kierkeby, a do spółek filialnych należały kopalnie rudy cynku w Norwegii. Do spółki należał pakiet kontrolny dwóch norweskich spółek akcyjnych Hadelandsbergverk i Norge. Z uwagi na trudności w procesie przeróbki tejże rudy, jak i mniejszą od przewidywanej zawartości cynku w urobku spółka sprzedała udziały w norweskich kopalniach w kwietniu 1918 roku z zyskiem w wysokości 100 700 marek.
Spółka wybudowała także nową kopalnię węgla kamiennego Oehringen, którą uruchomiono w 1916 roku.
W 1921 roku spółka była ponadto właścicielem:
- kopalń rud cynkowo-ołowiowych Nowa Helena, Brzozowice (złoża eksploatowane od 1892 przez Nową Helenę) i Kramersglück[39] w Dąbrówce Wielkiej[40]
- brykietowni przy kopalni Oheim (została unieruchomiona w 1930 roku[41])

W latach 1925–1927 powstał Zakład Tlenku Cynku Krystyn w Brzozowicach.

## Zaplecze socjalne
W 1925 roku przy zakładach utworzono przedstawicielstwo Polskiego Związku Tenisowego, a spółka objęła patronatem dzielnicowy klub szybowcowy. Na zlecenie zakładów wybudowano kolonię robotniczą kopalni Oheim (Wujek).
Na terenach położonych przy parku hutniczym w Wełnowcu (tzw. Alpy Wełnowieckie), które zostały wynajęte od zakładów, założono cmentarz.